# Muntrav
Muntrav je hrid uz zapadnu obalu Istre, dio Rovinjskog otočja. Istočno je rt i uzvisina Montauro (39 m), rt Kurent, Zlatni rt i Zlatna uvala.
Površina hridi je 916 m2, a visina 1 metar.
U Državnom programu zaštite i korištenja malih, povremeno nastanjenih i nenastanjenih otoka i okolnog mora Ministarstva regionalnoga razvoja i fondova Europske unije, svrstana je pod "manje
nadmorske tvorbe (hridi različitog oblika i veličine)". Pripada Gradu Rovinju.

## Vanjske poveznice
|  | Zajednički poslužitelj ima još gradiva o temi Muntrav |